# Nitrianske Sučany
Nitrianske Sučany (1927–48 slowakisch „Sučany“; ungarisch Nyitraszucsány – bis 1907 Szucsán) ist eine Gemeinde in der West-Mitte der Slowakei mit 1202 Einwohnern (Stand 31. Dezember 2024), die zum Okres Prievidza, einem Teil des Trenčiansky kraj gehört.

## Geographie
Die Gemeinde befindet sich am Übergang vom Gebirge Strážovské vrchy in das Donauhügelland und wird von einem rechtsseitigen Zufluss des Flüsschens Nitrica durchflossen. Das Ortszentrum liegt auf einer Höhe von 310 m n.m. und ist sieben Kilometer von Nováky sowie 17 Kilometer von Prievidza entfernt.
Nachbargemeinden sind Diviacka Nová Ves im Norden, Nováky im Osten, Nitrica im Süden und Südwesten, Horné Vestenice im Westen und Uhrovské Podhradie im Nordwesten.

## Geschichte
Der Ort wurde zum ersten Mal 1249 als Zucsan schriftlich erwähnt, als er vom Gut der Burg Neutra zum Besitz der Abtei am Zobor wurde. Nach  dem 16. Jahrhundert kam er zum Bistum Neutra, 1777 zum Neutraer Kapitel. In den Jahren 1663 und 1664 war die Ortschaft gegenüber dem Osmanischen Reich tributpflichtig. 1828 zählte man 145 Häuser und 1011 Einwohner, die in der Landwirtschaft und Obstbau beschäftigt waren; dazu gab es noch einen Marmorbruch in der Nähe.
Bis 1918 gehörte der im Komitat Neutra liegende Ort zum Königreich Ungarn und kam danach zur Tschechoslowakei beziehungsweise heute Slowakei.

## Bevölkerung
| Jahr                | 1994 | 2004    | 2014    | 2024    |
| ------------------- | ---- | ------- | ------- | ------- |
| Anzahl der Personen | 1190 | 1259    | 1215    | 1202    |
| Unterschied         |      | +5,79 % | −3,49 % | −1,06 % |

| Jahr                | 2023 | 2024    |
| ------------------- | ---- | ------- |
| Anzahl der Personen | 1200 | 1202    |
| Unterschied         |      | +0,16 % |

Nach der Volkszählung 2011 wohnten in Nitrianske Sučany 1221 Einwohner, davon 1113 Slowaken, zwei Tschechen und ein Bulgare; zwei Einwohner gehörten zu einer anderen Ethnie. 102 Einwohner machten diesbezüglich keine Angabe. 976 Einwohner bekannten sich zur römisch-katholischen Kirche, sechs Einwohner zur griechisch-katholischen Kirche, fünf Einwohner zu den Zeugen Jehovas, drei Einwohner zur evangelischen Kirche A. B. und zwei Einwohner zur orthodoxen Kirche sowie jeweils ein Einwohner zur Bahai-Religion und zu den Mormonen; drei Einwohner bekannten sich zu einer anderen Konfession. 74 Einwohner waren konfessionslos und bei 150 Einwohnern wurde die Konfession nicht ermittelt.

## Bauwerke
- römisch-katholische Philippus-und-Jakobus-Kirche im Barockstil aus dem Jahr 1737
- drei Kapellen aus dem 18. und 19. Jahrhundert